# Рада Дуковска
Рада Дуковска, по мъж Тинко Симова, е българска анархистка, член на Троянската анархо-комунистическа чета.
Родена през 1907 г. в Троянското село Борима в селско семейство. Завършва IV отделение в училището в родното си село и се включва работата на семейството си. След априлските събития и преврата през 1925 г. брат и Иван Дуковски, който е член на БЗНС и е принуден да излезе нелегален, тя се присъединява към троянската анархо-комунистическа чета на Георги Попов. Рада започва активно да подпомага на четниците, като им носи храна, дрехи, вестници и прочие необходими неща.
Истинското увлечение към идеите на анархизма у нея започва в началото на 1926 г., когато се запознава с превърналия се по-късно в легенда за Плевенския, Ловешкия и Троянския Балкан, анархиста Тинко Симов. Между двамата пламва и голяма любов, която продължава чак до смъртта на Симов. За оформянето на анархистическия мироглед на Рада Дуковска съществена роля изиграва и друг легендарен безвластник – Васил Попов с псевдоним Героя. Рада със захлас слуша разговорите между двамата, които по това време са усилено издирвани от властта и се укриват в къщата на родителите ѝ.
След обира на Троянската поща през юни 1926 г., извършен от четата на Героя и Тинко Симов, при който обир Васил Попов загива, властите предприемат масови арести на ятаците и помагачите в района. Около 40 души от троянските села са избити без съд и присъда. За да не попадне в ръцете на полицията, Дуковска е принудена да премине в нелегалност и отново се присъединява към четата. В нея остава до есента на 1926 г., когато заедно с Тинко Симов, Героя и други преминава в Югославия. През 1927 г. Ловешкият съд осъжда задочно Рада Дуковска на 15 години затвор за нелегалната и дейност.
Животът ѝ в емиграция е изключително труден. Първоначално е изолирана в затворите в градовете Ниш и Скопие, след което е прехвърлена в емигрантски лагер. Работи като готвачка в град Орловац, след това – в Нови Сад в цех за коприна, а впоследствие и в бомбонена фабрика. Условията на труд са крайно мизерни и затова Рада решава да се завърне нелегално в България. Заловена е от полицията и е предадена на Румънски съд, който постановява нейното екстрадиране обратно в Чехословакия през 1929 г. В Прага е принудена отново да работи пак тежка и изключително зле платена работа. Първоначално е миячка и чистачка в гостилница, впоследствие работи в книговезница, млекарница, а накрая е принудена и да слугува на заможно чешко семейство. След обявената амнистия през 1932 г. Рада Дуковска се завръща в България и отива в родното си село, където започва да се занимава с домакинство и работа по нивите и оборите на съселяните си. Често е привиквана от властите в селото „за справка“ с цел тормоз и за да се откаже от анархистическите си политически възгледи.
През зимата на 1933 г. Дуковска е извикана в полицейското управление в Троян, където и съобщават, че Тинко Симов се е завърнал нелегално в България. Силно зарадвана от новината, Рада прави опит да се свърже с него. Успява и отново преминава в нелегалност. След преврата на 19 май 1934 г. Тинко Симов сформира нова група, в която, освен Рада Дуковска, влизат още Минко Станев наричан Карата и Георги Керемидчиев. През следващата 1935 г. групата разпространява нелегално позиви. На 25 юли те правят опит да оберат касата на мината край село Плачковци. В завързалата се престрелка Минко Станев е убит, а Георги Керемидчиев е арестуван. Рада Дуковска и Тинко Симов успяват да се укрият в къщата на своя ятак Кънчо Босолата в село Ломец. След предателство в къщата пристигат агенти на „Обществена безопасност“. В завързалото се сражение раненият Тинко Симов успява да се измъкне и да се добере до родното си село Българене, където е убит. Ятакът Кънчо Босолата загива в престрелката, а Рада Дуковска е арестувана и откарана в Плевен, където съдът я осъжда на пет години затвор.
Освободена е от затвора след излежаване на присъдата през 1938 г. и се завръща в родното си село. Принудена е три пъти на ден да ходи и да се разписва в кметството като „неблагонадежден елемент“. Тя обаче продължава твърдо да отстоява анархистическите си позиции и дори променя името си на Рада Тинко-Симова.
В периода 1942 – 1944 г. в района на село Борима се появяват партизани. Рада Дуковска започва активно да подпомага и тях, като им носи храна и дрехи. След донесение отново е задържана в полицията в Троян, но тъй като не могат да докажат нищо, са принудени да я освободят.
След преврата 9 септември 1944 г. „народната власт“, която добре познава безвластническите идеи на Рада Дуковска, и поради това, че не член на БКП, с неохота ѝ дава званието „активен борец срещу фашизма и капитализма“. Умира в крайна нищета в родното си село, забравена от всички.